# Frontière entre le Mozambique et la Zambie
La frontière entre le Mozambique et la Zambie est la frontière séparant le Mozambique et la Zambie.
Durant la guerre d'indépendance du Mozambique, de nombreux réfugiés qui fuient les combats au Mozambique la traversent.